# 100 دولار (فلم)
100 دولار (بالإنجليزية: 100 Bucks)، هُو فيلم قصير ناميبي صدر سنة 2012، أخرجته المُخرجة أوشوشيني هايفالواه وأُنتج بشكل مشترك بين سيسيل مولر وموتاليني نديمي.

## وصلات خارجية
- مقالات تستعمل روابط فنية بلا صلة مع ويكي بيانات